# USスチール
USスチール（英: United States Steel Corporation〈U.S. Steel〉）は、日本製鉄グループの完全子会社でありアメリカ合衆国のペンシルベニア州ピッツバーグに本社を置く製鉄会社である。2022年の粗鋼生産は世界24位、アメリカ合衆国第2位のシェアを占める。
1901年にアメリカ合衆国で設立された大手鉄鋼製造企業である。この会社は、著名な銀行家ジョン・ピアポント・モルガンと製鉄業界の大物エルバート・ヘンリー・ゲーリーによって創設され、設立当時の時価総額が10億ドルを超えるという、当時としては前例のない規模の企業であった。
USスチールの設立は、アメリカ合衆国の鉄鋼業界における巨大な合併の結果であり、この会社は初期にアメリカ合衆国の鉄鋼生産の約3分の2を占めるほどの影響力を持っていた。その後、国内外での競争が激化し、会社の市場シェアは減少したが、依然として鉄鋼業界の主要なプレイヤーとして残っている。

## 歴史

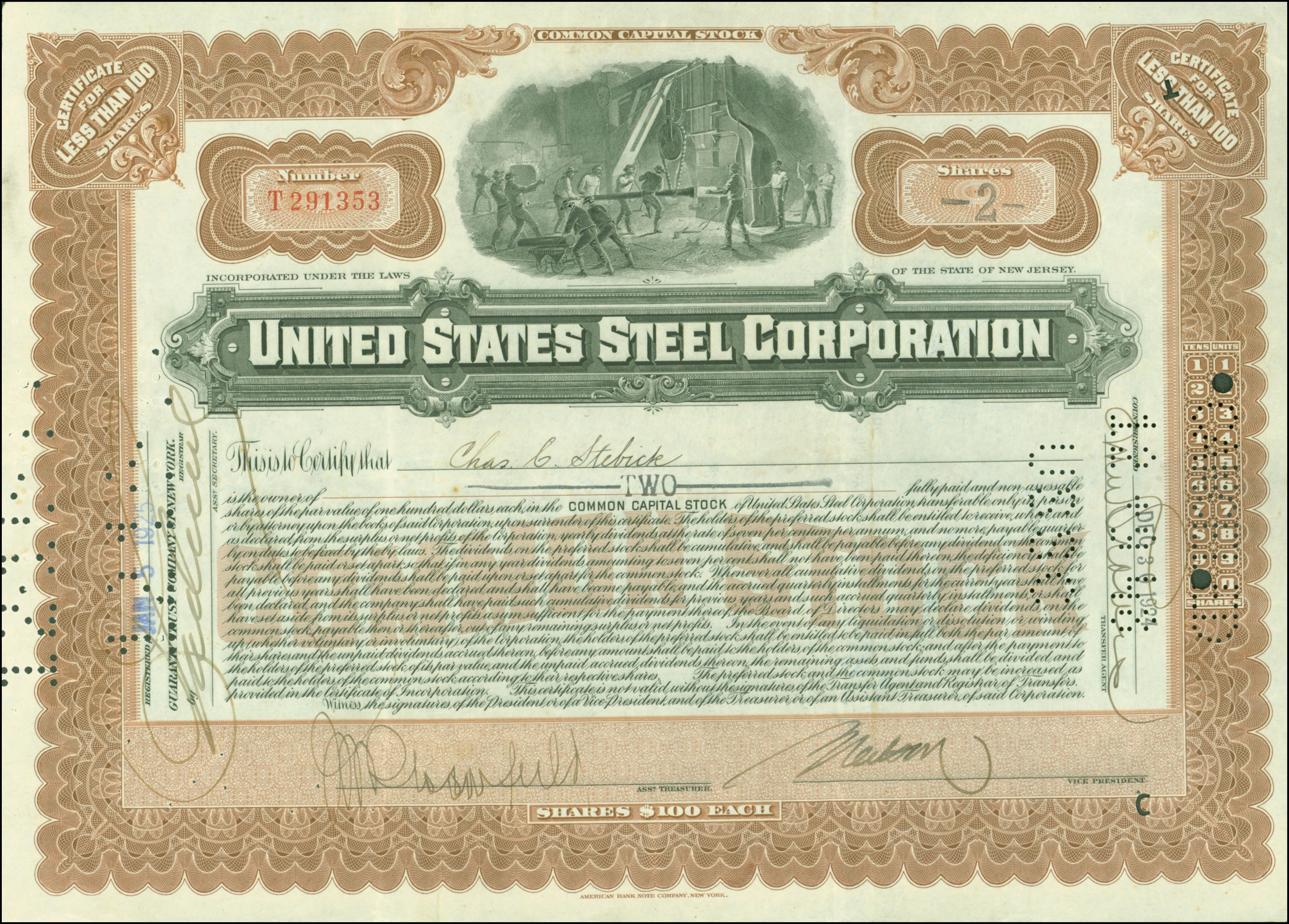
1924年12月に発行されたUSスチールの株券。

USスチールは、J・P・モルガンおよびエルバート・ヘンリー・ゲーリーが保有していたフェデラルスチールと、アンドリュー・カーネギーが保有していた製鉄会社カーネギースチールの合併により、1901年2月25日、ペンシルベニア州ピッツバーグにおいて設立された。
1901年には、USスチールがアメリカの鉄鋼生産の3分の2を支配していた。1911年に連邦政府は、USスチールを解体するために連邦法の反トラスト法を適用することを試みたが、結局失敗した。その後、USスチールは初代社長、チャールズ・M・シュワブによって運営されるベスレヘム・スチールのようなライバル会社に技術革新で先んじられるなどした結果、USスチールの市場シェアは1911年までに50%まで減少した。なお、ベスレヘムにもロックフェラーやモルガンの系列会社から役員などが出ていた。

### 労働運動と低迷
1919年にはアメリカ労働総同盟（AFL）の計画により3ヶ月以上に渡る労働者の大規模なストライキ（1919 General Steel Strike）が行われたが、ストは目的を果たせないまま崩壊し、以後のアメリカの労働運動の衰退を招くことになった。
USスチールの生産量は1953年に3500万トン以上でピークに達した。当時340,000人を超える従業員がおり、その雇用者数は1943年の第二次世界大戦中でも最大であった。2000年の時点ではおよそ52,500人を雇用している。

#### 戦後
1951年にハリー・S・トルーマン大統領は、全米鉄鋼労働組合（USW）による経営危機を解決するために、その製鋼工場を引き継ぐことを試みた。連邦最高裁判所は大統領に憲法上の権限が無いと裁決することにより、買収を無効とした。ジョン・F・ケネディ大統領はインフレに危機感を抱き、価格上昇を抑制するよう鉄鋼業界に圧力を加えた。連邦政府は、USスチールが1984年に ナショナル・スチールを買収するのを妨げた。また、連邦議会からの政治的圧力により、USスチールはブリティッシュ・スチールからスラブを輸入する計画を放棄するよう強いられた。
USスチールは、テキサス・オイル・アンド・ガスを買収。1982年にマラソン・オイルも買収した。20世紀末には、そのエネルギー事業からその収益と純益の多くを得ていたが、2001年10月に、トランスター以外の非鉄鋼資産を売却した。ただ、こうした石油開発事業で使用する鋼管などの鉄鋼は今も収益源となっている。
2003年に旧NKKの傘下だったナショナル・スチールが破産した後、同社の資産を買収した。

### 日本製鉄による買収
2023年12月、日本の製鉄会社である日本製鉄がUSスチールを買収することを発表した。買収予定額は約141億米ドル（1兆4100億円）である。買収にはアメリカの同業者であるクリーブランド・クリフスも名乗りを上げたが、買収額で競り勝つ形となった。同年4月12日に臨時株主総会を開催し、日本製鉄から提示された買収計画が株主の賛成多数で承認された。
しかし、全米鉄鋼労働組合 (USW) はこの買収に反対。また、第46代アメリカ合衆国大統領のジョー・バイデン（民主党）も難色を示したほか、2024年のアメリカ合衆国大統領選挙に名乗りを上げた副大統領のカマラ・ハリス（民主党）や前大統領のドナルド・トランプ（共和党）も日本製鉄によるUSスチール買収に反対する姿勢をみせた。同年11月の大統領選挙ではトランプが当選し、12月2日には、大統領選挙で第47代大統領当選を決めたトランプが、10日にはバイデンがそれぞれ改めて日本製鉄による買収に反対する姿勢を表明している。そして2025年1月3日、バイデン大統領が日本製鉄の買収計画を禁止する方針を固めた。これを受けて、日本製鉄はUSスチールの買収禁止命令を不服として米国連邦裁判所へ提訴した。（後に取り下げたことを2025年7月1日に発表。）
第2次トランプ政権下にて買収ではなく当初投資をすることで同意したと報じられていたが、25年5月に入ると、まずCFIUSによって買収の国家安全保障上のリスクは対処可能であると大統領に報告されたと報道され、次いでトランプ大統領がこれをうけてすみやかに買収を承認したと報じられた。これによってトランプ政権は本件買収について態度を完全に転換したことになるが、これについてトランプ大統領はTruth Social上においてこれを「計画されたパートナーシップ」と呼称した上で、アメリカ政府が黄金株を所有することやUSスチールの本社がピッツバーグに留まることを強調するかたちで公表した。6月13日、日本製鉄とUSスチールはアメリカ政府との間で安全保障上のリスクを回避するための取り組みを定めた「国家安全保障協定」を締結し、トランプ大統領が「パートナーシップ」を承認したと発表した。
同年6月18日、日本製鉄は全株式を取得し完全子会社化した。子会社化に伴いニューヨーク証券取引所上場廃止。

## 事業
米国では主力のゲーリー製鉄所などで12基の高炉を操業。年間の鋼材生産能力は1940万トンとされる。
- ゲーリー製鉄所（インディアナ州・ゲーリー） 高炉4基、750万トン
- グラナイトシティ製鉄所（イリノイ州・セントルイス都市圏） 高炉2基、260万トン

- フェアフィールド製鉄所（アラバマ州バーミングハム郊外） 高炉1基、240万トン
- グレートレイクス製鉄所（ミシガン州デトロイト近郊） 高炉3基、350万トン
- モンバレー製鉄所（ペンシルベニア州ピッツバーグ近郊のモノンガヒラ川添いに展開する、ホームステッド製鉄所など数カ所の工場の総称） 高炉2基、340万トン

中央ヨーロッパではスロバキアのUSスチールコシツェ、USスチールセルビア（スメテレボ）の2つを運営しており、欧州事業での生産能力は約500万トン。
2000年には神戸製鋼と自動車用鋼板の技術提携を結び、合弁会社・プロテックを展開している。